# Le Tallud
Le Tallud là một xã thuộc tỉnh Deux-Sèvres trong vùng Nouvelle-Aquitaine phía tây nước Pháp. Xã này nằm ở khu vực có độ cao từ 132-201 mét trên mực nước biển.
Thị trấn nằm bên sông River Thouet với khoảng cách 5 km về phía tây Parthenay.